# Laurent Desmazures
Pour les articles homonymes, voir Desmazures.
Laurent Desmazures, né le 20 décembre 1714 à Marseille et mort dans la même ville le 30 avril 1778, est un organiste et compositeur français.

## Biographie
Fils benjamin de Charles Desmazures, l’un des fondateurs de la musique à programme qui tenait l’orgue de la Major de Marseille, à la fin du XVIIe siècle et auquel on doit, outre une Messe des Morts, un Livre de Pièces de simphonie, Laurent fut élève de la maîtrise de la cathédrale dès 1721 où il reçoit l’enseignement de Laurent Belissen. Virtuose parcourant la France, il toucha les orgues de Moissac, Albi et Dijon. En 1750, il intègre la cathédrale d'Autun et la quitte, deux ans plus tard pour rejoindre la cathédrale de Bordeaux, où il restera jusqu'en 1755. En 1758, incité par le prestige de la capitale normande, il vint s’installer à Rouen pour jouer l’orgue de la cathédrale Notre-Dame. 
Succédant en 1758 à d'Agincourt dans la place d’organiste de la cathédrale, il a joui avec justice d’une grande célébrité. Son exécution était aussi rapide que sa facilité pour jouer de tête. Artiste de talent, il aimait la chasse presque autant que la musique; cette ardeur cynégétique faillit même lui coûter cher ; se livrant un jour à son exercice favori, son fusil vint à éclater et lui enleva trois doigts de la main gauche. Notre organiste voyait sa position fortement compromise ; par bonheur, un habile mécanicien, auquel il eut recours, trouva moyen de lui ajuster de faux doigts, ingénieusement façonnés ; et, le travail aidant, il parvint à se servir de ses doigts mécaniques avec autant d’aisance et d’agilité qu’il le faisait des autres. L’authenticité du fait est attestée par La Borde, qui avait eu l’occasion de voir et d’entendre l’artiste, après son accident : « si nous n’eussions vu les faux doigts, jamais nous n’aurions pu le croire.
Desmazures exerçait depuis quelque temps déjà les fonctions d’organiste à la cathédrale de Rouen, lorsque arriva à la maitrise une nouvelle recrue, un jeune garçon dont il allait bientôt faire son élève, et cela sans songer peut-être qu’il travaillait à former son futur successeur, l’un des meilleurs, sinon le meilleur de ses élèves, Charles Broche, qui devait lui succéder en 1777. Fétis écrit qu’il doit s’agir du même artiste de ce nom qui a écrit la musique d’un opéra-ballet en un acte et un prologue, intitulé les Fêtes de Grenade, exécuté au concert de Dijon le 12 janvier 1752.

## Sources
- François-Joseph Fétis et Arthur Pougin (dir.), Biographie universelle des musiciens et bibliographie générale de la musique : Supplément et complément, t. 1, Paris, Firmin-Didot, 1878-1880, 480 p., 2 vol. ; in-8° (lire en ligne), p. 202.
- Jean-Benjamin de La Borde, Essai sur la musique ancienne et moderne, vol. 3, t. 1er, Paris, Philippe-Denys Pierres, 1780-1781, 761 p. (lire en ligne), p. 413.